# De Locomotief
De Locomotief первая газета, издаваемая в Семаранге в эпоху голландской Ост-Индии. Основана в 1845 году Питером Брушофтом, этическим политическим деятелем.
Изначально газета называлась Semarangsch Nieuws en Advertentieblad. В 1863 году после появления в Семаранге первого поезда он был переименован в De Locomotief (Локомотив).
Газета была закрыта во время Второй мировой войны, но в 1947 году ежедневная De Locomotief вновь появилась.
Газета на голландском языке цитировалась за пределами Индонезии в 1950-х годах как источник информации по вопросам войны за независимость Индонезии.
В 1956 году газета была закрыта, здание, где она располагалась, после ремонта перешло к банку Буми Дая.
Значительная часть тиража газеты снята на микрофильмы.
Материалы газеты использовались для обзора событий, произошедших в эпоху Нидерландской Ост-Индии.

## Даты
- Открыта: январь 1864 г.
- Приостановлена: март 1940 г.
- Повторно открылась: сентябрь 1947 г.
- Закрыта: 1955 г.